# فلفل حلبي

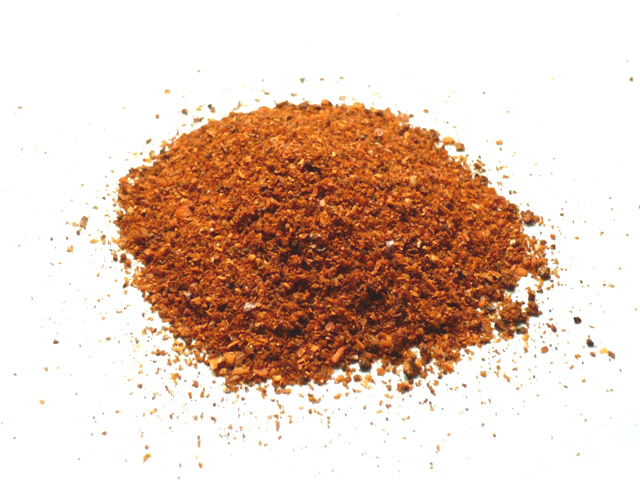
فلفل حلبي

الفلفل الحلبي (بالإنجليزية: Aleppo pepper)‏ هو مجموعة متنوعة من الفليفلة الحولية تستخدم كبهارات، وبخاصة في مطبخ الشرق الأوسط والمطبخ المتوسطي.
تبدأ القرون التي تنضج إلى لون خمري شبه جافة، تزال البذور، ثم تسحق بخشونة على الأرض. ويسمى الفلفل نسبة إلى حلب، المدينة المأهولة منذ تاريخ طويل على طريق الحرير في شمال سوريا، ويزرع الآن في سوريا وتركيا.